# Eressa
Eressa är ett släkte av fjärilar. Eressa ingår i familjen björnspinnare.

## Dottertaxa tillEressa, i alfabetisk ordning[1]
- Eressa affinis
- Eressa africana
- Eressa analis
- Eressa angustipenna
- Eressa annosa
- Eressa aperiens
- Eressa blanchardi
- Eressa buddha
- Eressa buruana
- Eressa catena
- Eressa catoria
- Eressa confinis
- Eressa dammermanni
- Eressa deliana
- Eressa detola
- Eressa discinota
- Eressa dohertyi
- Eressa eressoides
- Eressa ericssoni
- Eressa erythrosoma
- Eressa everetti
- Eressa finitima
- Eressa furva
- Eressa geographica
- Eressa guttulata
- Eressa hosei
- Eressa ichneumoniformis
- Eressa intensa
- Eressa javanica
- Eressa khasiana
- Eressa lasara
- Eressa lepcha
- Eressa lutulenta
- Eressa lydica
- Eressa malaccensis
- Eressa marcescens
- Eressa megalospila
- Eressa megatorna
- Eressa microchilus
- Eressa moorei
- Eressa multigutta
- Eressa musa
- Eressa naclioides
- Eressa nigra
- Eressa paurospila
- Eressa pleurosticta
- Eressa plumalis
- Eressa politula
- Eressa quinquecincta
- Eressa robusta
- Eressa rubribasis
- Eressa semifusca
- Eressa sexpuncta
- Eressa siamica
- Eressa simplex
- Eressa stenothyris
- Eressa strepsimeris
- Eressa subaurata
- Eressa sumatrona
- Eressa syntomoides
- Eressa vespa
- Eressa vespina
- Eressa vespoides
- Eressa xanthostacta
- Eressa ypleta